# Кировское сельское поселение (Ленинский район)
Кировское сельское поселение (укр. Кiровське сільське поселення, крымскотат. Кирово кой юрту, Kirovo köy yurtu) — муниципальное образование в Ленинском районе Республики Крым России, в южной части центра Керченского полуострова.
Административный центр — село Кирово.

## Население
| 2001 | 2014  | 2015  | 2016  | 2017 | 2018 | 2019 |
| ---- | ----- | ----- | ----- | ---- | ---- | ---- |
| 1403 | ↘1006 | ↘1005 | →1005 | ↘981 | ↘964 | ↘949 |
| 2020 | 2021  |       |       |      |      |      |
| ↘945 | ↗1175 |       |       |      |      |      |

## Состав сельского поселения
| № | Населённый пункт | Тип населённого пункта       | Население |
| - | ---------------- | ---------------------------- | --------- |
| 1 | Кирово           | село, административный центр | →807      |
| 2 | Вулкановка       | село                         | ↘129      |
| 3 | Яркое            | село                         | ↘70       |

## История
В советское время (в период с 1 января по 1 июня 1977 года) был образован Кировский сельский совет, до этого все сёла входили в состав Красногорского сельсовета.
Статус и границы Кировского сельского поселения установлены Законом Республики Крым от 5 июня 2014 года № 15-ЗРК «Об установлении границ муниципальных образований и статусе муниципальных образований в Республике Крым».